# رنه درنسه
رنه درنسه (فرانسوی: René Dérency‎; ۲۷ مهٔ ۱۹۲۵ – ۱۸ اکتبر ۱۹۵۴) بازیکن بسکتبال اهل فرانسه بود.